# Saint-Gobain Isover
Saint-Gobain Isover G+H AG (Eigenschreibweise ISOVER) ist ein Hersteller von Dämmstoffen, die vornehmlich aus nicht brennbarer Mineralwolle bestehen.

## Unternehmensdaten
Isover ist eine deutsche Dämmstoffmarke und gehört seit 1971 zum französischen Saint-Gobain-Konzern.
Das Unternehmen ist Teil der Hauptsparte Bauprodukte der weltweit tätigen französischen Saint-Gobain Gruppe. An dem Verwaltungsstandort Ludwigshafen, an den vier Vertriebsstandorten und den vier Werken in Deutschland beschäftigt Isover heute rund 1.000 Mitarbeiter. Der Jahresumsatz in Deutschland betrug 2018 rund 362 Millionen Euro. Isover ist nach eigenen Angaben weltweit in 40 Ländern vertreten.
Das Unternehmen teilt sich in zwei Geschäftsbereiche auf:
Isover Hochbau bietet neben Dämmstoffprodukten aus Glas- und Steinwolle auch das Luftdichtheits- und Feuchteschutzsystem Vario an.
Isover Technische Isolierungen bietet Produkte für den Wärme-, Brand- und Schallschutz für technische Märkte wie:
- Haustechnik (Heizung und Sanitär, Lüftung und Klimatisierung)
- Betriebstechnik (Tanks, Behälter, Kessel, Rohrleitungen)
- Schiffbau (OEM Marine-, Stahl-, Aluminium-, FRP-Konstruktionen, HKL)
- OEM (Automotive, Solar, Waggonbau, Raumsysteme, Backöfen etc.)

An den Standorten Bergisch Gladbach, Ladenburg, Lübz und Speyer werden Dämmprodukte und Systeme für den Wärme-, Kälte-, Schall- und Brandschutz produziert.

## Geschichte

Die Firmengründer Carl Grünzweig und Paul Hartmann

Im Jahr 1878 legen der Chemiker Carl Grünzweig und der Kaufmann Paul Hartmann mit der Eröffnung der kleinen „Fabrik chemisch-technischer Produkte von Grünzweig + Hartmann oHG“ in Ludwigshafen am Rhein den Grundstein für das heutige Unternehmen Saint-Gobain Isover G+H AG, kurz Isover.
Das Unternehmen trieb verschiedene Entwicklungen in der Dämm- und Isolierstoff-Branche maßgeblich voran – zunächst mit Isolierplatten aus Kork, später mit Diatomitstein – und galt in verschiedenen Bereichen als Marktführer.
1880: Teerkork-Produkte und Patentierung von Korkstein Expansit, das aus Korkgranulat hergestellt wurde.
1931: Gründung der Glaswollefabrik Glaswatte GmbH durch die Herren Hager und Rosengarth in Bergisch Gladbach, an der Saint-Gobain früh beteiligt ist. Damals noch Wettbewerber von Grünzweig + Hartmann, später fusionieren die beiden Unternehmen.
1938: Einführung von Steinwolle auf den deutschen Markt.
1939: Patent für einen neuen Faserdämmstoff aus Mineralfaser Sillan
1943: das Werk in Ludwigshafen wird fast vollständig zerstört
1945: die Kork-Sparte wird wieder in Betrieb genommen
1946: die Sillan-Produktion wird wieder aufgenommen
1947: Trittschall- und Akustikplatten werden angeboten
1955: Der Beginn der Herstellung von expandiertem Polystyrol unter der Marke Exporit schafft ein zusätzliches Standbein
1956: Grünzweig & Hartmann erwirbt ein Fabrikgelände in Ladenburg
1963: Saint-Gobain übernimmt die Aktienmehrheit an der Grünzweig + Hartmann AG
1964: Alleinvertriebsrecht an einem neuen Dämmstoff der BASF, dem Styrodur.
1968: Der Alu-kaschierte Dämmfilz Rollisol kommt auf den Markt
1969: Grünzweig & Hartmann gründet gemeinsam mit der Glasfaser GmbH die Unimat Schaumstoff GmbH in Bochum
1971: Der französische Saint-Gobain-Konzern übernimmt 95 % des Aktienkapitals der Grünzweig und Hartmann AG. Das ursprüngliche Unternehmen wurde mit der Aachener Glasfaser GmbH verschmolzen, die Glaswoll-Dämmstoffe mit ins Sortiment einbrachte.
1972: Fusion der Bergisch Gladbacher Glasfaser GmbH (früher Glaswatte GmbH) und der Ludwigshafener Grünzweig und Hartmann AG. Vorstandsvorsitzender ab 1972 war Joseph Kartaun (* 1928), der seit 1968 Geschäftsführer der Glasfaser GmbH war.
1986: Entwicklung von Klemmfilz Uniroll (heute Integra ZKF). Der erste Dämmstoff als Rollenware, der flexibel aber ausreichend biegesteif ist, um alleine zwischen den Dachsparren zu klemmen.
1997: Feuchtevariable Vario KM Klimamembran lässt im Sommer mehr Feuchtigkeit verdunsten als konventionelle Dampfbremsen.
2000: Die G+H Montage GmbH gliedert sich an den Geschäftsbereich Energie-Information (GTIE) der Société Générale d’Entreprises an, die sich ihrerseits in Vinci umbenennt.
2002: Der G+H Unternehmensbereich Isolierung wird in die GTIE Deutschland GmbH integriert, während der Bereich Hochbau der VINCI Bautec GmbH unterstellt wird.
2003: GTIE benennt sich in Vinci Energies um.
2010: Vakuumdämmplatte Isover VacuPad 007
2016: Beginn des Vertriebs von Holzweichfaserdämmung.